# Lucien Guitry
Pour les articles homonymes, voir Guitry.
Lucien Guitry, né le 3 décembre 1860 à Paris 2e et mort le 1er juin 1925 à Paris 7e, est un comédien français.
Il est considéré comme le plus grand comédien de son époque, égal masculin de Sarah Bernhardt, avec laquelle il a joué régulièrement. Il a créé des rôles marquants qui lui ont valu des triomphes internationaux répétés. Connu pour ses nombreux succès auprès des femmes, Lucien Guitry est le père de Sacha Guitry.

## Biographie
Né le 13 décembre 1860 au 34, rue Neuve-des-Petits-Champs, il est le dernier enfant d'Edmond Guitry (1815-1889), riche boutiquier parisien (commerçant de rasoirs et couteaux dans la galerie du Palais-Royal) et d'Adélaïde Nourry (1817-1902), Lucien Guitry - Germain Lucien Guitry à l'état civil - hérite de la passion du théâtre de ses parents.
Il entre au Conservatoire en 1876, débute au Théâtre du Gymnase en 1878.
Il épouse Renée Delmas de Pont-Jest (1858-1902) à Londres en juin 1882, avec Sarah Bernhardt pour témoin.
En 1885, il est engagé dans la troupe permanente au théâtre français de Saint-Pétersbourg, le fameux théâtre Michel. Pensionnaire, il signe pour neuf saisons d'hiver de 1882 à 1891.
Son fils, Alexandre (Sacha est le diminutif russe d'Alexandre), naît dans la capitale de l'Empire russe et est baptisé ainsi en l'honneur de son parrain le tsar Alexandre III qui appréciait le talent de Lucien Guitry et son style réaliste. Lucien Guitry est à l'époque en relation avec l'élite intellectuelle de la capitale russe, dont Tchaïkovsky et son frère Modeste.
De retour à Paris pendant l'été 1885, il se sépare de sa femme Renée Delmas de Pont-Jest qui refuse ses nombreuses liaisons (il est connu sous le surnom de « Divan le terrible »), notamment avec Sarah Bernhardt dans le théâtre de laquelle il jouera presque exclusivement de 1893 à 1898. Le divorce est prononcé à ses torts en février 1889 et Sacha est confié à sa mère, si bien qu'un dimanche d'octobre 1889, il enlève Sacha (à moins qu'il s'agisse d'une mise en scène concertée par les deux parents, l'enfant étant rendu après la saison de représentations) et l'emmène en train à Saint-Pétersbourg.

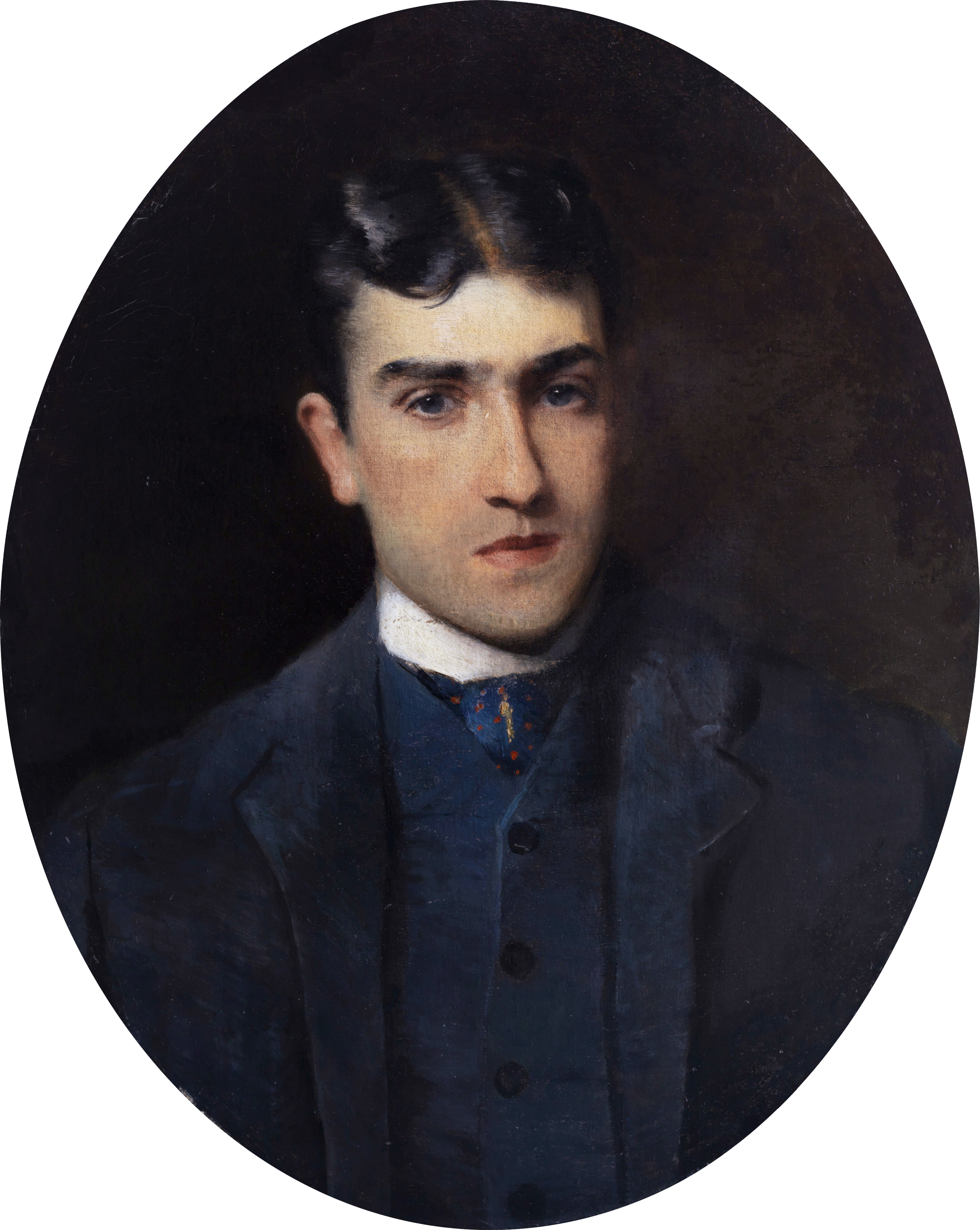
Lucien Guitry par Konstantin Makovsky, vers 1890.

Brouillé pendant treize années avec son fils Sacha (les causes principales étant Charlotte Lysès, actrice qu'épouse Sacha – et qui avait été l'amante de Lucien – et une entrée manquée de Sacha Guitry dans une pièce au théâtre de la Renaissance, dont son père était alors directeur), il le retrouve en 1918 et ils entament une série de collaborations à succès.
Le 11 septembre 1920, son fils aîné Jean (né Jean-Louis-Edmond Guitry le 5 mars 1884 à Saint-Pétersbourg), comédien et journaliste, meurt à Trouville-sur-Mer des suites d'un accident d'automobile,.
Après un passage au théâtre de la Porte Saint-Martin, aux Variétés et à la Comédie-Française, Lucien Guitry devient directeur du théâtre de la Renaissance en 1902.
Il était proche de Georges Feydeau, Tristan Bernard, Jules Renard, Georges Courteline, Octave Mirbeau, Alphonse Allais.
Il épouse en deuxièmes noces à Paris 7e le 25 août 1914, Jeanne Portier dite Jeanne Desclos (1882-1971), artiste dramatique. Le couple divorce à Paris le 8 juillet 1922.
Le peintre Oswald Birley a peint son portrait en 1922 (L'Illustration, no 4132, 13 mai 1922).
Sacha Guitry a raconté la vie de son père dans un livre, Lucien Guitry raconté par son fils, puis dans une pièce Le Comédien, et finalement dans un film encore plus complet également intitulé Le Comédien.

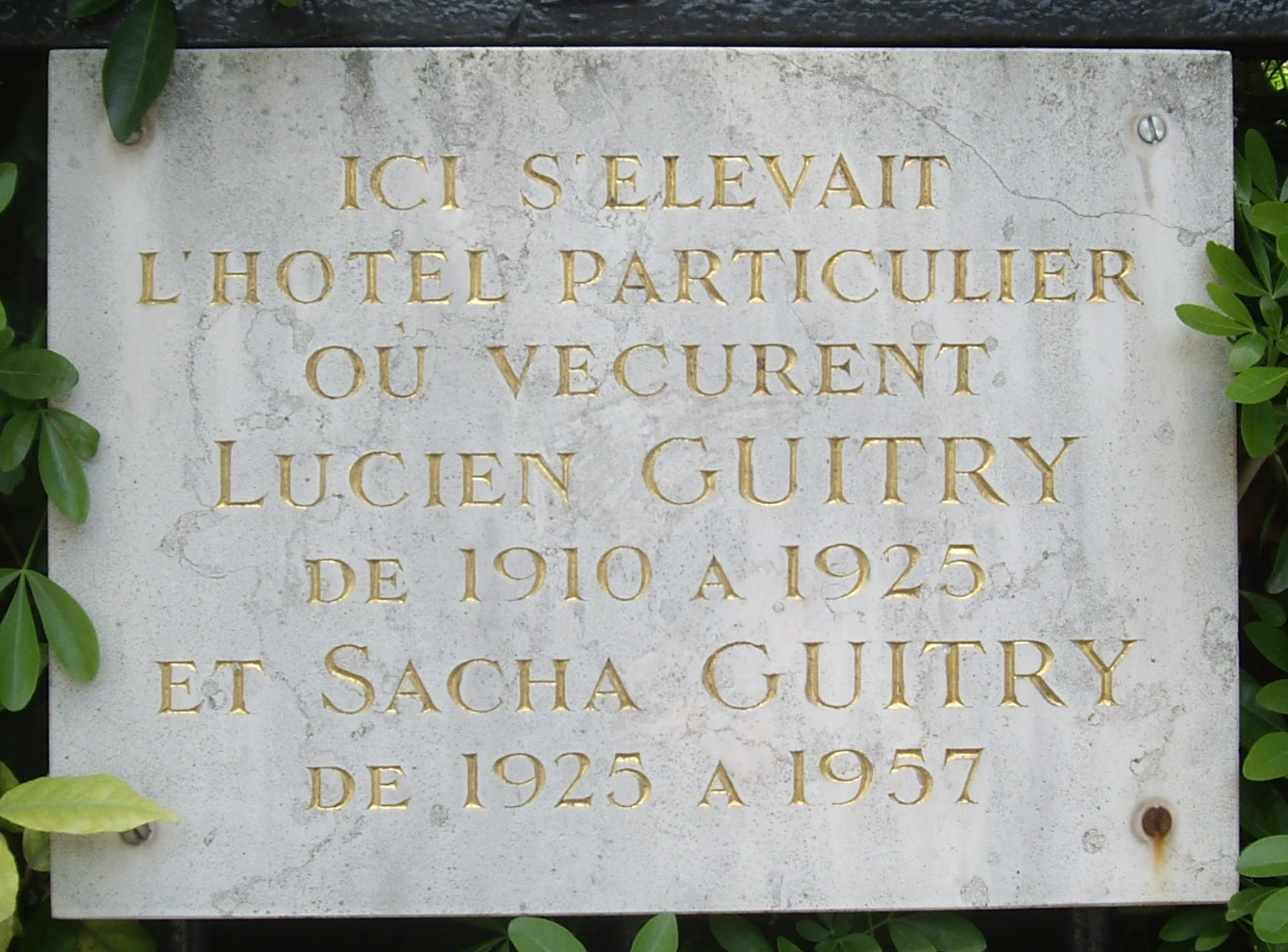
Plaque au nº 18, avenue Élisée-Reclus.

Son buste, inauguré par son fils le 10 novembre 1931, se trouve 18, avenue Élisée-Reclus à Paris, devant l'emplacement de l'hôtel particulier, aujourd'hui disparu, que Lucien Guitry avait fait construire au retour d'une tournée triomphale en Amérique latine, et qui fut, après sa mort, la demeure de Sacha. Une plaque commémorative apposée à côté rend par ailleurs hommage au fils et au père.
Il meurt le 1er juin 1925 à son hôtel particulier au 18, avenue Élisée-Reclus. Il est enterré au cimetière de Montmartre, avec ses fils Sacha et Jean. La dernière épouse de Sacha Guitry, Lana Marconi, y est également inhumée.

## Théâtre
- 1878 : La Dame aux camélias d'Alexandre Dumas fils, Théâtre du Gymnase.
- 1880 : Le Fils de Coralie d'Albert Delpit, théâtre du Gymnase.
- 1880 : Andréa de Victorien Sardou, théâtre du Gymnase.
- 1891 : Amoureuse de Georges de Porto-Riche, Théâtre de l'Odéon.
- 1892 : Lysistrata de Maurice Donnay d'après Aristophane, Grand Théâtre.
- 1893 : Les Rois de Jules Lemaître, Théâtre de la Renaissance.
- 1894 : Izeyl d'Eugène Morand et Armand Silvestre, musique Gabriel Pierné, théâtre de la Renaissance.
- 1894 : Claude Ruper dans La Femme de Claude d'Alexandre Dumas, fils avec Sarah Bernhardt et Édouard de Max, septembre, au Théâtre de la Renaissance.
- 1894 : Fédora de Victorien Sardou, théâtre de la Renaissance.
- 1894 : Gismonda de Victorien Sardou, théâtre de la Renaissance.
- 1895 : La Princesse lointaine d'Edmond Rostand, théâtre de la Renaissance.
- 1895 : Amants de Maurice Donnay, théâtre de la Renaissance.
- 1896 : La Dame aux camélias d'Alexandre Dumas fils, théâtre de la Renaissance.
- 1897 : Snob de Gustave Guiches, théâtre de la Renaissance.
- 1897 : Les Mauvais Bergers d'Octave Mirbeau, théâtre de la Renaissance.
- 1898 : Lysiane de Romain Coolus, théâtre de la Renaissance.
- 1898 : Georgette Lemeunier de Maurice Donnay, Théâtre du Vaudeville.
- 1899 : Le Lys rouge d'Anatole France, théâtre du Vaudeville.
- 1899 : Amoureuse de Georges de Porto-Riche, théâtre du Vaudeville.
- 1899 : Madame de Lavalette d'Émile Moreau, théâtre du Vaudeville.
- 1899 : Le Faubourg d'Abel Hermant, théâtre du Vaudeville.
- 1900 : L'Aiglon d'Edmond Rostand, Théâtre Sarah-Bernhardt.
- 1900 : L'Assommoir d'Émile Zola, Théâtre de la Porte-Saint-Martin.
- 1901 : La Veine d'Alfred Capus, Théâtre des Variétés.
- 1902 : La Châtelaine d'Alfred Capus, mise en scène Firmin Gémier, théâtre de la Renaissance.
- 1903 : L'Adversaire d'Emmanuel Arène et Alfred Capus, théâtre de la Renaissance.
- 1904 : Les Malefilâtre de Georges de Porto-Riche, théâtre de la Renaissance.
- 1904 : Amoureuse de Georges de Porto-Riche, théâtre de la Renaissance.
- 1904 : L'Escalade de Maurice Donnay, Théâtre du Gymnase.
- 1905 : La Massière de Jules Lemaître, théâtre de la Renaissance.
- 1905 : Crainquebille d'Anatole France, théâtre de la Renaissance.
- 1905 : Monsieur Piégois d'Alfred Capus.
- 1905 : Bertrade de Jules Lemaître, théâtre de la Renaissance.
- 1906 : La Griffe d'Henri Bernstein, théâtre de la Renaissance.
- 1906 : Les Passagères d'Alfred Capus, théâtre de la Renaissance.
- 1906 : Le Voleur d'Henri Bernstein, théâtre de la Renaissance.
- 1907 : Samson d'Henri Bernstein, théâtre de la Renaissance.
- 1908 : La Femme nue d'Henry Bataille, théâtre de la Renaissance.
- 1908 : L'Émigré de Paul Bourget, théâtre de la Renaissance.
- 1908 : L'Oiseau blessé d'Alfred Capus, théâtre de la Renaissance.
- 1909 : La Cruche de Georges Courteline, théâtre de la Renaissance.
- 1909 : Le Scandale d'Henry Bataille, théâtre de la Renaissance.
- 1909 : La Griffe d'Henri Bernstein, théâtre de la Porte-Saint-Martin.
- 1909 : La Massière de Jules Lemaître, théâtre de la Porte-Saint-Martin.
- 1910 : Chantecler d'Edmond Rostand, théâtre de la Porte-Saint-Martin[7]. .
- 1910 : L'Aventurier d'Alfred Capus, théâtre de la Porte-Saint-Martin.
- 1910 : Crainquebille d'Anatole France, théâtre de la Porte-Saint-Martin.
- 1911 : Le Tribun de Paul Bourget, Théâtre du Vaudeville.
- 1912 : L'Assaut d'Henri Bernstein, théâtre du Gymnase, théâtre de l'Odéon.
- 1912 : Kismet d'Edward Knoblauch, Théâtre Sarah-Bernhardt.
- 1913 : Servir d'Henri Lavedan, théâtre Sarah-Bernhardt.
- 1913 : Les Requins de Dario Niccodemi, théâtre du Gymnase.
- 1914 : Les Cinq Messieurs de Francfort de Charles Roeszler (d) , mise en scène Lugné-Poe, théâtre du Gymnase.
- 1917 : Grand'père de Lucien Guitry, théâtre de la Porte-Saint-Martin.
- 1919 : Pasteur de Sacha Guitry, théâtre du Vaudeville.
- 1919 : Mon père avait raison de Sacha Guitry, théâtre de la Porte-Saint-Martin.
- 1920 : Béranger de Sacha Guitry, théâtre de la Porte-Saint-Martin.
- 1921 : Le Comédien de Sacha Guitry, Théâtre Édouard-VII.
- 1921 : Le Grand Duc de Sacha Guitry, théâtre Édouard-VII.
- 1921 : Jacqueline de Sacha Guitry d'après Henri Duvernois, théâtre Édouard-VII.
- 1922 : Le Misanthrope de Molière, théâtre Édouard-VII.
- 1923 : Un sujet de roman de Sacha Guitry, théâtre Édouard-VII.
- 1923 : Tartuffe de Molière, mise en scène Lucien Guitry, théâtre du Vaudeville.
- 1923 : Le Lion et la Poule de Sacha Guitry, théâtre Édouard-VII.
- 1924 : Après l'amour de Pierre Wolff et Henri Duvernois, théâtre du Vaudeville.
- 1924 : L'École des femmes de Molière, théâtre Édouard-VII.
- 1925 : On ne joue pas pour s'amuser de Sacha Guitry, théâtre Édouard-VII.

## Publications
- Risquetou, roman, Paris, Ernest Flammarion, 1918.
- Molière comédien, Paris, La Revue de la semaine, 1922.
- Mademoiselle Carrière de l'Odéon, roman, Paris, Arthème Fayard, 1922.
- Souvenirs, pages inédites, Paris, Fayard, 1923.
- Mes mémoires, Candide, 1924.
- Souvenirs, notes et réflexions, Comœdia, 1925.